# Ordin de simetrie

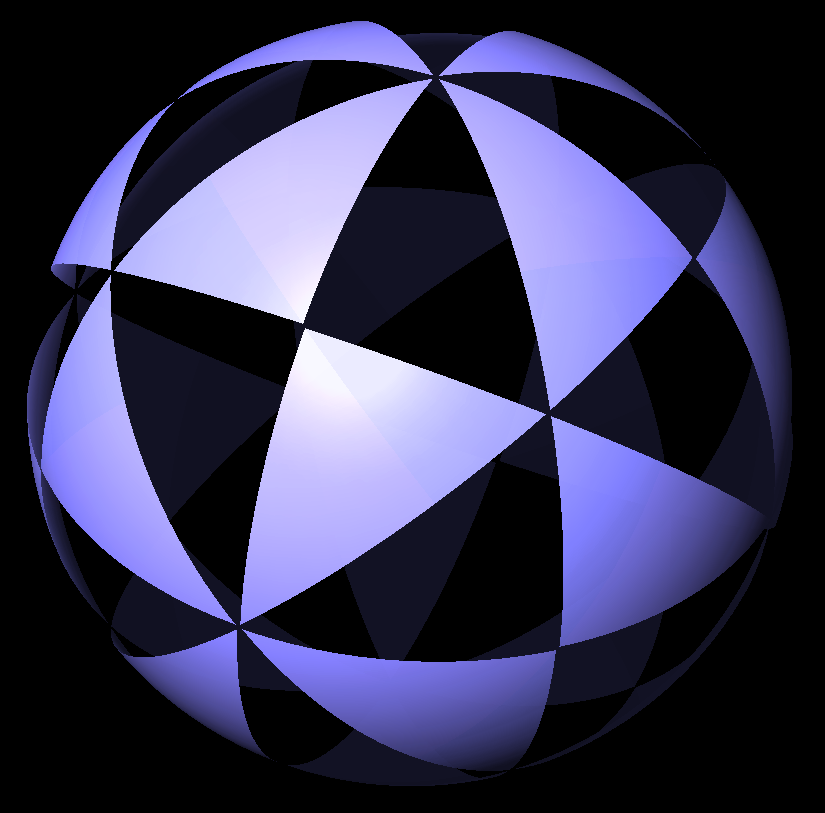
O sferă colorată pentru a arăta cele 48 de domenii fundamentale ale simetriei octaedrice.

Ordinul de simetrie al unui obiect este numărul de poziții (sau vederi) diferite care nu pot fi deosebite între ele, fiind echivalente, adică ordinul grupului său de simetrie. Obiectul poate fi o moleculă, o rețea cristalină, o rețea, o pavare sau, în general, orice obiect matematic în n dimensiuni.
În termodinamica statistică, ordinul de simetrie corectează orice supracontorizare a conformațiilor moleculare echivalente în funcția de partiție⁠(d). În acest sens, ordinul de simetrie depinde de modul în care este formulată funcția de partiție. De exemplu, dacă se scrie funcția de partiție a etanului astfel încât integrala să includă rotația unui metil, atunci simetria de rotație de trei ori a grupului metil contribuie cu un factor de 3 la numărul de simetrie; dar dacă se scrie funcția de partiție astfel încât integrala să includă doar o singură sursă de energie de rotație a metilului, atunci rotația metilului nu contribuie la numărul de simetrie.